# Fiica regimentului (film din 1953)
Fiica regimentului (titlul original: Die Regimentstochter) este un film austriac ce folosește elemente din opera comică Fiica regimentului a lui Gaetano Donizetti, realizat în 1953 de regizorii Georg C. Klaren și Günther Haenel, protagoniști fiind actorii Aglaja Schmid, Robert Lindner, Hermann Erhardt.

## Conținut
Anul 1811 în Tirol. Cu 19 ani în urmă, soldații regimentului tirolez de vânători, au găsit în timpul luptelor cu armata lui Napoleon un copil, pe care l-au luat cu ei deoarece nu i-au găsit părinții. Singurul lucru găsit asupra lui a fost o scrisoare în limba italiană unde era menționat numele Marie. Acum, după atâta timp, a devenit o fată care deși cam băiețoasă, era tare frumoasă și care considera toți cei 1500 soldați ai regimentului ca proprii ei tați. Ba mai mult, le-a jurat că atunci când se va căsători, va lua de bărbat un tânăr din cadrul regimentului.
Deși aparent domnește pacea în Tirol, totuși în rândul populației se simte nemulțumirea. Tirolezii s-au predat armatei lui Napoleon Bonaparte, care înainte erau dușmanii lor. Sub comanda lui Napoleon, acum ei trebuie să se bată cu luptătorii pentru libertate, așa numiții „Partizani ai libertății”. Tânărul Toni, membru al grupului de „Partizani”, se strecoară ca soldat în rândurile Regimentului de vânători, ca să atragă soldații la lupta de eliberare a Tirolului. Aici cunoscând-o pe Marie, se îndrăgostește de ea. 
Sergentul Regimentului, Sulpiz, oprește o diligență care trecea prin zona lor, în caleașcă aflându-se Marchiza, care se dovedește a fi mătușa lui Marie. Fratele ei, tatăl lui Marie tocmai murise și i-a încredințat fiica sub tutelă. Întâmplarea face să afle de existența nepoatei, obligând-o să o însoțească la castel, unde urma să fie educată spre a deveni o adevărată nobilă. 
La castel Marie nu se simte în largul ei, nu știe germana elevată nici limbajul aristocratic pretențios, precum nu poate să renunțe la obiceiurile dobândite timp de 19 ani la Regiment. Lunile trec iar în anul 1813 armata lui Napoleon se află în retragere. Marchiza a reușit în sfârșit să organizeze căsătoria potrivită pentru Marie, găsindu-i perechea în fiul Ducesei. În final Marchiza are de gând să se refugieze din fața tirolezilor, cu familia și tot personalul, undeva în Italia unde ar fi în siguranță. Înainte de a pune in aplicare acest plan, Regimentul de tirolezi cucerește castelul. Marie se întoarce la Regiment și acum poate în sfârșit să rămână împreună cu iubitul ei Toni.

## Distribuție
- Aglaja Schmid - Marie, vivandieră
- Robert Lindner - Toni, un tânăr tirolez
- Hermann Erhardt - Sulpice, sergent
- Dagny Servaes - Marchiza
- Gusti Wolf - Annette
- Günther Haenel - Hortensio, administratorul marchizei
- Elisabeth Markus - Ducesa
- Karl Fochler - Ducele, fiul Ducesei
- Fritz Muliar - Hans
- Michael Janisch - Karl
- Anton Gaugl - Sepp
- Peter Klein - Anderl
- Auguste Welten
- tirolezi, soldați francezi, țărani, valeți ai Marchizei
- Orchestra Simfonică din Viena